# Centiara
La centiara (simbolo ca) è una misura dell'area, pari all'area di un quadrato con lato lungo 1 metro. Non è una misura riconosciuta dal Sistema internazionale di unità di misura, dove si utilizza al suo posto il metro quadrato (m²). Viene ufficialmente utilizzata dall'Agenzia del territorio italiana per misurare la superficie dei terreni a fini catastali e fiscali. 
La centiara è un sottomultiplo dell'ara e dell'ettaro. Una centiara equivale a:
- 0,01 are (a)
- 0,0001 ettari (ha)

Ad esempio, 1,2345 ettari corrispondono a 1 ettaro, 23 are e 45 centiare. 

## Equivalenze con unità del Sistema Internazionale
In rapporto alle unità di misura del Sistema internazionale di unità di misura, una centiara equivale a:
- 1 metro quadrato (m²)
- 0,01 decametri quadrati (dam²)
- 0,0001 ettometri quadrati (hm²)
- 0,000001 kilometri quadrati (km²)